# Bisdom Menongue
Het bisdom Menongue (Latijn: Dioecesis Menonguensis) is een rooms-katholiek bisdom met als zetel Menongue, in Angola. Het bisdom is suffragaan aan het aartsbisdom Lubango. 

## Geschiedenis
Het bisdom werd opgericht op 10 augustus 1975, als het bisdom Serpa Pinto, uit delen van de bisdommen Silva Porto en Sá da Bandeira, en was suffragaan aan het aartsbisdom Luanda. Op 3 februari 1977 veranderde het van kerkprovincie en werd suffragaan aan het aartsbisdom Lubango. Op 16 mei 1979 veranderde het van naam naar bisdom Menongue. 

## Parochies
Het bisdom had in 2021 een oppervlakte van 199.049 km2 en telde 714.353 inwoners waarvan 52,2% rooms-katholiek was.

## Bisschoppen
- Francisco Viti (10 augustus 1975 - 12 september 1986)
- José de Queirós Alves (12 september 1986 - 3 mei 2004)
- Mário Lucunde (3 augustus 2005 - 12 maart 2018)
  - Pio Hipunyati (apostolisch administrator: 12 maart 2018 - 26 mei 2019)
- Leopoldo Ndakalako (19 maart 2019 - heden)